# 洛桑联邦理工学院
46°31′13″N 06°33′56″E / 46.52028°N 6.56556°E
洛桑联邦理工学院（EPFL）（法語：École polytechnique fédérale de Lausanne，缩写），是一所世界顶尖的理工院校，最早成立於1853年，后在於1969年从洛桑大学独立。學校位於瑞士的法語區，與位於德語區的苏黎世联邦理工學院是姐妹校，也是瑞士僅有的兩所聯邦理工學院，直接由瑞士聯邦政府管理。2016在校生約10500名(大學生、碩士生、博士生以及博士後研究員)，340多名教授和5800多名教职员工分布于建筑设计系，基础科学系，工程系，计算机与通信科学系，生命科学系，管理系，人文系,7个系内。在教学与研究之外，洛桑联邦理工学院还负责操作核反应堆CROCUS，一个托卡马克聚变反应堆（Tokamak Fusion reactor），一台Blue Gene/Q超级计算机以及P3 bio-hazard设施等。学校以其师生比例，国际视野以及科研影响力而闻名。学校一系列高水平研究项目更加推动了学校作为一个研究型大学的声誉。其中最值得一提的是2013年的藍腦計畫（Blue Brain Project），学校从欧盟获得了5亿欧元的经费。建校宗旨：培养工程师和科学家、成為國家的科學與科技中心、並促進產學合作。

## 历史
洛桑联邦理工学院创办于1853年，名为“洛桑特别学院”（École spéciale de Lausanne）起初是一个私立学校，是在巴黎中央理工学院（École Centrale Paris）毕业生Lois Rivier以及John Gay的倡导之下建立的。当时只有11个学生，学校办公室位于Rue du Valentin in Lausanne。洛桑特别学院在1869年成为洛桑大学（Académie de Lausanne）的工程系。1890年，洛桑大学取得大学地位时，工程系更名为“洛桑大学工程学院”（École d'ingénieurs de l'Université de Lausanne）。1946年，更名为“洛桑大学理工学院”（École polytechnique de l'Université de Lausanne, EPUL）。1969年，洛桑大学理工学院从洛桑大学独立出来，成为一所由瑞士联邦政府直接管理的大学，并改为现名。除了洛桑联邦理工学院与苏黎世联邦理工学院，瑞士其它大学均由所在州的州政府管理。2008年，EPFL合并了瑞士癌症临床研究中心（Swiss Institute for Experimental Cancer Research, ISREC）。
1946年，学校只有360个学生。1969年，EPFL已经有1400学生，55名教授。在过去20年当中，学校迅速扩大，到了2012年，校园已经有学生以及教职工14000多人，其中包括9300多名本科生，硕士，博士。由于学校从1969开始沿用EPFL这个名字，并且1969年学校在校学生人数不足1500。因此在泰晤士高等教育专刊（Times Higher Education）当中还把EPFL列为建校50年以内的学校，并且在2017年排名第一。
校园里有来自超过125个国家的学生，学校的教学语言为英语和法语。

## 教学机构
洛桑联邦理工学院由7个学院组成，分别为基础科学学院（Faculté des sciences de base）、工程学院（Faculté des sciences et techniques de l'ingénieur）、环境、建筑与土木工程学院（Faculté de l'environnement naturel, architectural et construit）、计算机通信学院（Faculté informatique et communications）、生命科学学院（Faculté des sciences de la vie）、技術管理学院（Collège du management de la technologie）和人文学院（Collège des humanités）。 學士課程多為英語與法語授課，而碩士課程多為英語授課。

## 校区

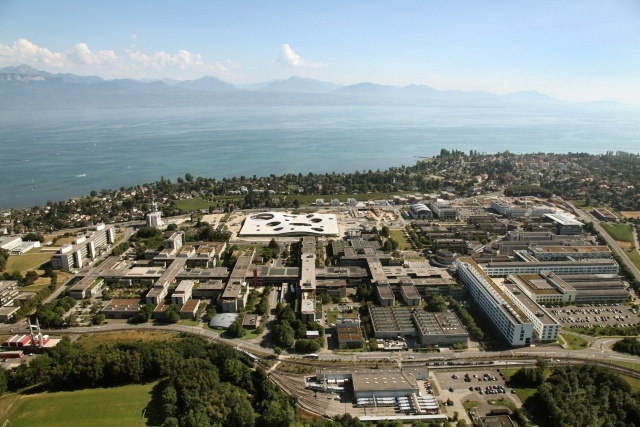
洛桑联邦理工学院校区鸟瞰图

洛桑联邦理工学院原址位于洛桑市中心，1978年起逐步搬到莱芒湖畔的新校区，与洛桑大学毗邻。两所大学共同组成的校区内共有约25000名学生。洛桑联邦理工学院在这一校区内有65座建筑，占地136英亩。

## 参阅
- 瑞士大学列表